# Rinat Ibragimov (judoka)
Rinat Jisayevich Ibragimov (Atyrau, URSS, 7 de mayo de 1986) es un deportista kazajo que compitió en judo. Ganó una medalla de plata en el Campeonato Asiático de Judo de 2008 en la categoría de –73 kg.

## Palmarés internacional
| Campeonato Asiático | Campeonato Asiático  | Campeonato Asiático | Campeonato Asiático |
| Año                 | Lugar                | Medalla             | Categoría           |
| ------------------- | -------------------- | ------------------- | ------------------- |
| 2008                | Jeju (Corea del Sur) | Medalla de plata    | –73 kg              |